# نيكي هايدون
نيكي هايدون (بالإنجليزية: Nicky Haydon)‏ هو لاعب كرة قدم بريطاني في مركز الدفاع، ولد في 10 أغسطس 1978 في Barking, London ‏ في المملكة المتحدة. لعب مع كولتشستر يونايتد ونادي تشيلمسفورد ونادي كيترينغ تاون ونادي ليتون أورينت وهيبريدج سويفتس.